# Freestyleskiën op de Olympische Winterspelen 2018 – aerials mannen
Het onderdeel aerials voor mannen tijdens de Olympische Winterspelen 2018 vond plaats op 17 en 18 februari 2018 in het Bokwang Phoenix Park in Pyeongchang. Regerend olympisch kampioen was de Wit-Rus Anton Koesjnir. Koesjnir werd ditmaal uitgeschakeld in de kwalificatie.

## Tijdschema
| Datum       | Lokale tijd | MET   | Ronde        |
| ----------- | ----------- | ----- | ------------ |
| 17 februari | 20:00       | 12:00 | Kwalificatie |
| 18 februari | 20:00       | 12:00 | Finale       |

## Uitslag

### Kwalificatie 1
| Rang | Bib | Naam                 | Land                           | Score  | Opm. |
| ---- | --- | -------------------- | ------------------------------ | ------ | ---- |
| 1    | 13  | Jonathon Lillis      | Verenigde Staten               | 127.44 | Q    |
| 2    | 16  | Qi Guangpu           | China                          | 126.70 | Q    |
| 3    | 14  | Jia Zongyang         | China                          | 126.55 | Q    |
| 4    | 6   | Stanislav Hladchenko | Wit-Rusland                    | 126.11 | Q    |
| 5    | 19  | Pavel Krotov         | Olympische atleten uit Rusland | 124.89 | Q    |
| 6    | 21  | Olivier Rochon       | Canada                         | 124.34 | Q    |
| 7    | 9   | Dimitri Isler        | Zwitserland                    | 123.98 |      |
| 8    | 17  | Ilja Boerov          | Olympische atleten uit Rusland | 123.98 |      |
| 9    | 12  | Oleksandr Abramenko  | Oekraïne                       | 123.01 |      |
| 10   | 8   | Wang Xindi           | China                          | 121.24 |      |
| 11   | 25  | Anton Koesjnir       | Wit-Rusland                    | 120.80 |      |
| 12   | 22  | Maksim Boerov        | Olympische atleten uit Rusland | 117.65 |      |
| 13   | 18  | Noe Roth             | Zwitserland                    | 116.06 |      |
| 14   | 2   | Mischa Gasser        | Zwitserland                    | 113.72 |      |
| 15   | 20  | David Morris         | Australië                      | 112.83 |      |
| 16   | 10  | Liu Zhongqing        | China                          | 107.08 |      |
| 17   | 7   | Naoya Tabara         | Japan                          | 103.98 |      |
| 18   | 1   | Maksim Goestik       | Wit-Rusland                    | 92.92  |      |
| 19   | 5   | Ildar Badroetdinov   | Kazachstan                     | 89.18  |      |
| 20   | 15  | Nicolas Gygax        | Zwitserland                    | 88.29  |      |
| 21   | 11  | Lewis Irving         | Canada                         | 87.17  |      |
| 22   | 4   | Eric Loughran        | Verenigde Staten               | 86.28  |      |
| 23   | 3   | Mac Bohonnon         | Verenigde Staten               | 85.97  |      |
| 24   | 23  | Lloyd Wallace        | Groot-Brittannië               | 73.06  |      |
| 25   | 24  | Stanislav Nikitin    | Olympische atleten uit Rusland | 70.59  |      |

### Kwalificatie 2
| Rang | Bib | Naam                | Land                           | Ronde 1 | Ronde 2 | Beste  | Opm. |
| ---- | --- | ------------------- | ------------------------------ | ------- | ------- | ------ | ---- |
| 1    | 7   | Ilja Boerov         | Olympische atleten uit Rusland | 123.98  | 126.55  | 126.55 | Q    |
| 2    | 18  | David Morris        | Australië                      | 112.83  | 124.89  | 124.89 | Q    |
| 3    | 25  | Dimitri Isler       | Zwitserland                    | 123.98  | 88.94   | 123.98 | Q    |
| 4    | 6   | Oleksandr Abramenko | Oekraïne                       | 123.01  | 123.08  | 123.08 | Q    |
| 5    | 14  | Liu Zhongqing       | China                          | 107.08  | 123.08  | 123.08 | Q    |
| 6    | 26  | Mischa Gasser       | Zwitserland                    | 113.72  | 121.72  | 121.72 | Q    |
| 7    | 3   | Anton Koesjnir      | Wit-Rusland                    | 120.80  | 121.27  | 121.27 |      |
| 8    | 13  | Wang Xindi          | China                          | 121.24  | 96.38   | 121.24 |      |
| 9    | 1   | Maksim Boerov       | Olympische atleten uit Rusland | 117.65  | 116.37  | 117.65 |      |
| 10   | 27  | Noe Roth            | Zwitserland                    | 116.06  | 116.64  | 116.64 |      |
| 11   | 11  | Mac Bohonnon        | Verenigde Staten               | 85.97   | 112.39  | 112.39 |      |
| 12   | 19  | Stanislav Nikitin   | Olympische atleten uit Rusland | 70.59   | 111.06  | 111.06 |      |
| 13   | 12  | Naoya Tabara        | Japan                          | 103.98  | 78.73   | 103.98 |      |
| 14   | 29  | Lloyd Wallace       | Groot-Brittannië               | 73.06   | 100.03  | 100.03 |      |
| 15   | 30  | Ildar Badroetdinov  | Kazachstan                     | 89.18   | 94.47   | 94.47  |      |
| 16   | 4   | Maksim Goestik      | Wit-Rusland                    | 92.92   | 89.14   | 92.92  |      |
| 17   | 28  | Nicolas Gygax       | Zwitserland                    | 88.29   | 88.92   | 88.92  |      |
| 18   | 9   | Lewis Irving        | Canada                         | 87.17   | 78.73   | 87.17  |      |
| 19   | 17  | Eric Loughran       | Verenigde Staten               | 86.28   | 72.40   | 86.28  |      |

### Finales
| Rang   | Bib | Naam                 | Land                           | Finale 1 | Finale 1 | Finale 2      | Finale 2      | Finale 3      | Finale 3      |
| Rang   | Bib | Naam                 | Land                           | Score    | Rang     | Score         | Rang          | Score         | Rang          |
| ------ | --- | -------------------- | ------------------------------ | -------- | -------- | ------------- | ------------- | ------------- | ------------- |
| Goud   | 6   | Oleksandr Abramenko  | Oekraïne                       | 125.67   | 3        | 125.79        | 4             | 128.51        | 1             |
| Zilver | 2   | Jia Zongyang         | China                          | 118.55   | 9        | 128.76        | 1             | 128.05        | 2             |
| Brons  | 7   | Ilja Boerov          | Olympische atleten uit Rusland | 122.13   | 6        | 123.53        | 6             | 122.17        | 3             |
| 4      | 16  | Pavel Krotov         | Olympische atleten uit Rusland | 126.11   | 2        | 124.89        | 5             | 103.17        | 4             |
| 5      | 8   | Olivier Rochon       | Canada                         | 125.67   | 4        | 128.05        | 2             | 98.11         | 5             |
| 6      | 15  | Stanislav Hladchenko | Wit-Rusland                    | 123.01   | 5        | 126.70        | 3             | 92.61         | 6             |
| 7      | 5   | Qi Guangpu           | China                          | 127.44   | 1        | 122.17        | 7             | Uitgeschakeld | Uitgeschakeld |
| 8      | 10  | Jonathon Lillis      | Verenigde Staten               | 121.68   | 7        | 95.47         | 8             | Uitgeschakeld | Uitgeschakeld |
| 9      | 14  | Liu Zhongqing        | China                          | 119.47   | 8        | 94.57         | 9             | Uitgeschakeld | Uitgeschakeld |
| 10     | 18  | David Morris         | Australië                      | 111.95   | 10       | Uitgeschakeld | Uitgeschakeld | Uitgeschakeld | Uitgeschakeld |
| 11     | 26  | Mischa Gasser        | Zwitserland                    | 99.12    | 11       | Uitgeschakeld | Uitgeschakeld | Uitgeschakeld | Uitgeschakeld |
| 12     | 25  | Dimitri Isler        | Zwitserland                    | 97.79    | 12       | Uitgeschakeld | Uitgeschakeld | Uitgeschakeld | Uitgeschakeld |